# سبيل الرفاعية
سبيل الرفاعية أو سبيل السطان عبد الحميد الثاني (1570) هو سبيل ماء يعود للعصر العثماني موجود في غزة. أسسه هرام بيك بن مصطفى باشا، جدده رفعت باشا آل رضوان سنة1861 ثم جُدد مرة أخرى في عهد السلطان عبد الحميد الثاني سنة 1900 لذلك يطلق عليه سبيل الرفاعية. يعد من أهم المنشآت الخدماتية التي اهتم المسلمون بإقامتها لتيسير الحصول على ماء الشرب، وابتغاء التقرب إلى الله في سقاية الناس بمختلف أطيافهم. يقع السبيل في حي الدرج بمدينة غزة في شارع الوحدة إلى الشرق من قصر الباشا الأثري.
قامت وزارة السياحة والآثار بالتعاون مع مؤسسة التعاون التركية "تيكا" عام 2014 بإعادة ترميمه وتأهيله، وتزويده بمواسير المياه، وحفر بئر مياه للتغذية. كما تم إنشاء مدرج أمامي للسبيل لتسهيل وصول مياه الشرب.

## بناؤه
تم بناء السبيل من الحجر الرملي الصلب، وفيه عقد مدببة على جانبيه، وبينهما ثلاث فتحات بارزة للمياه في وسط إطار مربع، وكانت تلك الفتحات مزودة بأقصاب لسحب الماء من حوض السبيل لإسقاء الناس. من الأسماء التي عرف بها السبيل سبيل البرج، نسبة إلى برج المراقبة الخاص بالجيش العثماني آنذاك، ليكون أحد أهم وأقدم الأسبلة العثمانية في المنطقة. منقوش عليه أبيات من شعر طغراء عبد الحميد الثاني.